# Creative Technology
Creative Technology Limited ist ein Hardware-Hersteller und Multimedia-Spezialist in der Unterhaltungsindustrie mit Sitz in Singapur.

## Überblick
Das Unternehmen Creative Technology Limited wurde am 1. Juli 1981 von Sim Wong Hoo gegründet und beschäftigt zurzeit weltweit etwa 3100 Angestellte. Bekannt wurde das Unternehmen vor allem durch die Entwicklung moderner Soundkarten, wobei die Produktpalette aber in letzter Zeit zunehmend diversifiziert wurde. So werden heute auch Lautsprecher, MP3-Player, Webcams und weiteres Zubehör angeboten. Der Umsatz betrug im Geschäftsjahr 2007/2008 etwa 736 Mio. US-Dollar bei einem Verlust von 20 Mio. US-Dollar. Das Unternehmen wurde an der Nasdaq unter dem Kürzel CREAF geführt, hat sich von dort allerdings 2007 selbst zurückgezogen und wird nunmehr einzig an der Börse Singapur (SGX-ST) gehandelt.

## Produkte

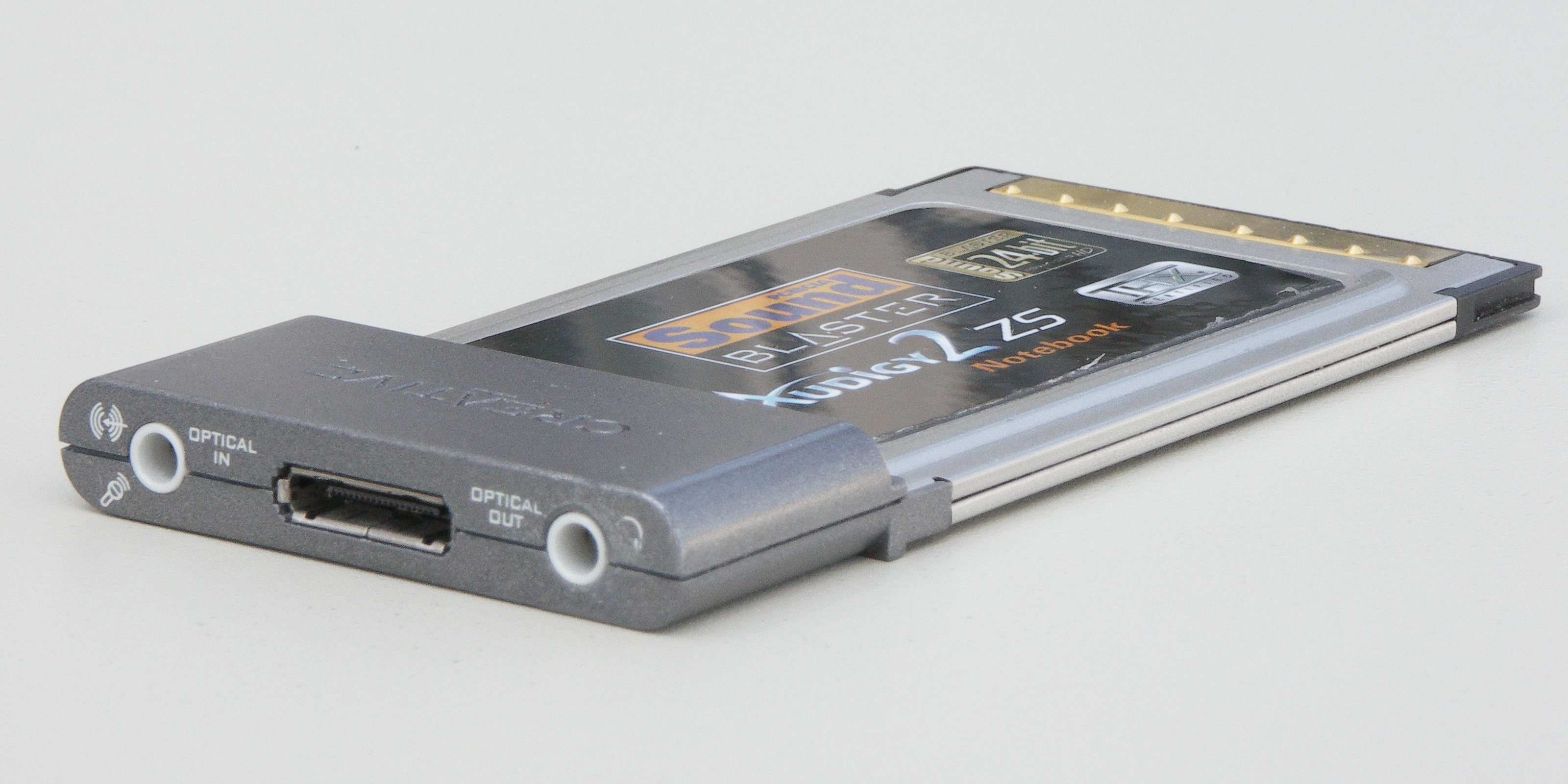
Soundkarte Creative Audigy 2 ZS Notebook für CardBus

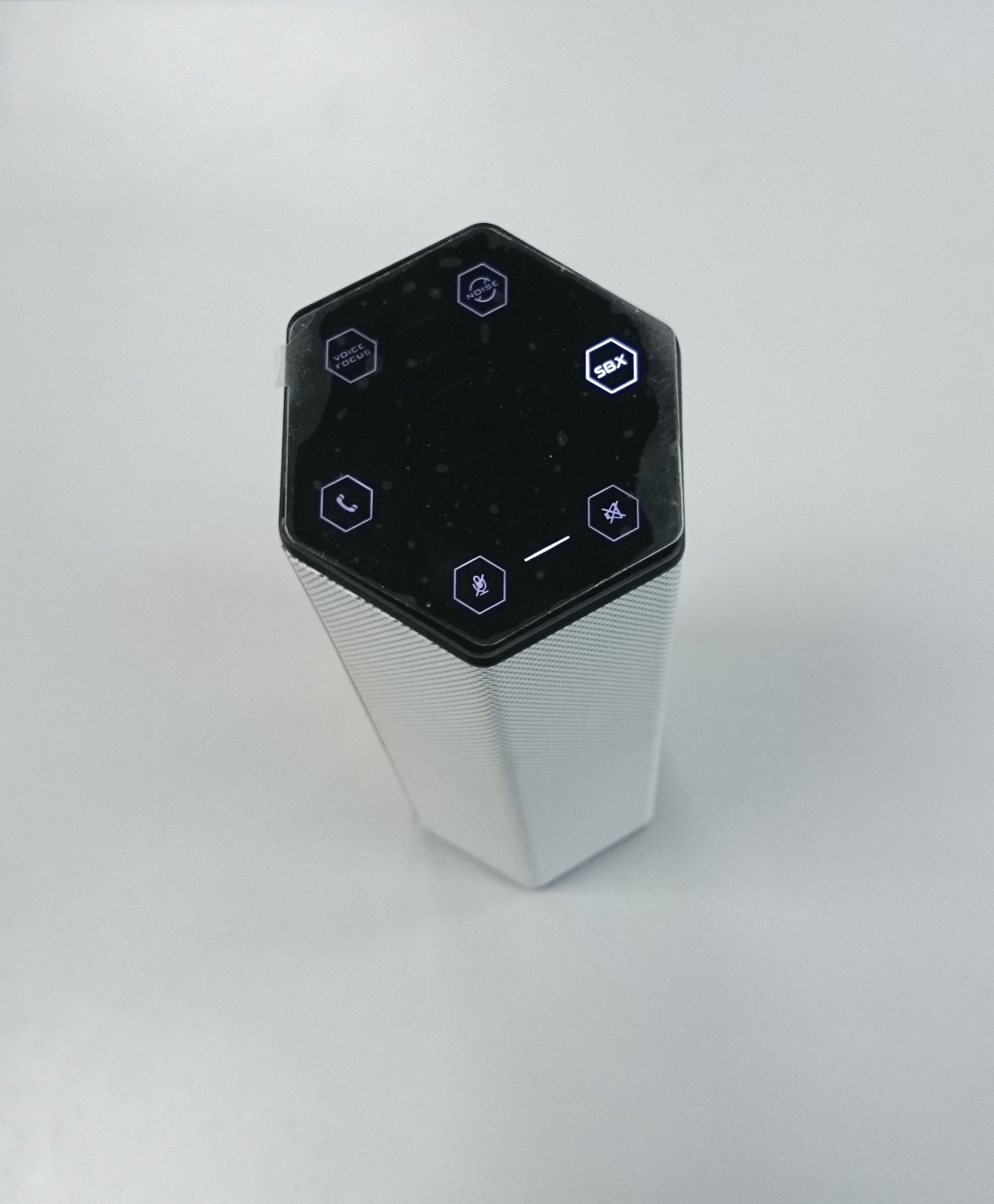
Sound BlasterAxx Axx 200 tragbare Bluetooth-Lautsprecher

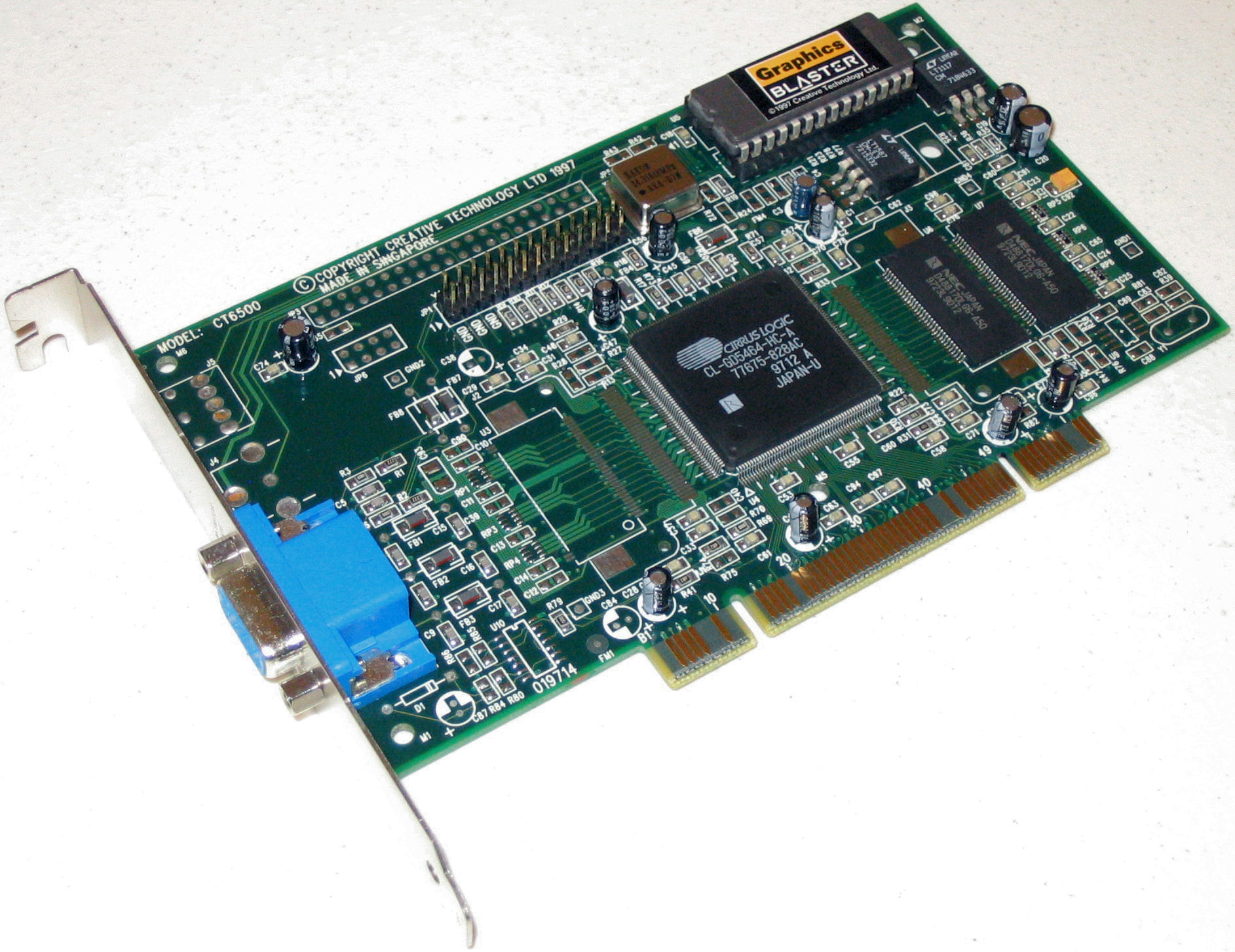
Grafikkarte von Graphics Blaster mit GD5464 von Cirrus Logic und 4 MB RDRAM

Das Unternehmen entwickelte frühzeitig Chips und Soundkarten, die ein digital gespeichertes Geräusch in ein Audiosignal wandeln können, für PCs und Konsolen. Bekannt wurde Creative Labs vor allem als Hersteller der Soundkarte Sound Blaster, mit der frühzeitig ein Quasi-Standard – neben AdLib und Gravis – geschaffen wurde. MS-DOS bot keine einheitliche Programmierschnittstelle für Soundkarten; Programme, die Samples wiedergeben sollten, mussten daher die Hardware jeder speziellen Soundkarte direkt ansteuern. Es wurde für Hersteller, die von 1990 an in den Markt gingen, üblich bis notwendig, Soundkarten zu entwickeln, die hardwarekompatibel zur Soundblaster waren. Modelle ohne diese Kompatibilität waren im Nachteil, da eine Vielzahl von Programmen ab ca. 1989 den Soundblaster unterstützten, während für die neuen Produkte keine Unterstützung vorhanden war. Eine Ausnahme waren die Karten aus der Reihe Pro Audio Spectrum (kurz PAS) des Konkurrenten MediaVision, der ebenfalls eine Art Standard darstellte.
Die ersten Soundkarten von Creative, wie die Soundblaster und Soundblaster Pro, waren 8-Bit-Karten, erst mit der Soundblaster 16 wurde 16-Bit-Sound der Standard, an dem sich Konkurrenten messen lassen mussten. Die Soundblaster-Modelle hatten standardmäßig einen als Gameport nutzbaren Midi-Port, in einigen Modellen gab es zusätzlich einen IDE-Controller, den man für CD-Laufwerke, aber auch für Festplatten nutzen konnte.
In den vergangenen Jahren hat Creative sein Geschäft diversifiziert. Um unabhängiger vom Soundkartenmarkt zu sein, produziert Creative Labs inzwischen auch MP3-Player, Lautsprechersysteme, Portable Media Center und Webcams. Das geschah aus der Notwendigkeit heraus, dass wegen durchgängig vorhandener Onbord-Soundchips dedizierte Soundkarten, heute nur mehr von PC-Spielern (wegen mehr oder weniger starker Leistungszuwächse durch native DirectSound-, OpenAL- und bessere EAX-Unterstützung) gekauft werden. Angebote von Grafikkarten, LCD-Monitoren, sowie Eingabegeräten, wie Tastaturen und Mäusen, wurden inzwischen wieder eingestellt. Der Verkauf von Grafikkarten begann mit dem Aufkauf von 3DLabs durch Creative im März 2002. Jedoch trennte sich 3DLabs wieder von Creative im Jahr 2007, da die Zusammenkunft mehr Vorteile für Creative als für 3DLabs brachte. Damit endete auch das Angebot von Grafikkarten von Creative.
Im Zusammenhang mit der Entwicklung von MP3-Playern und Portable Media Center (z. B. Zen Vision) bietet Creative Labs inzwischen auch verschiedene Software zur Medienverwaltung an. Für die Unterstützung von Podcasts entwickelte Creative die Software ZenCast sowie ein Portal zur weiteren Unterstützung.
Die Entwicklung der X-Fi-Serie kurbelte das Geschäft von Creative Labs noch einmal stark an: Viele Hersteller teurer Komplettsysteme setzen darauf. Diese bietet einige Extras, wie einem 24-Bit-Crystalizer, welcher die Soundqualität von Heruntergesampelten MP3-Dateien wieder stark aufbohrt, und die Funktion CMSS-3D, die 5.1-Sound auf einem Stereo-Kopfhörer simuliert.
Zudem bevorzugen viele Spieler die X-Fi-Serie auch wegen eines kleinen Leistungssprungs und zusätzlicher Effekte (wie EAX) ohne Leistungseinbußen. Es gibt mehrere Versionen von X-Fi, einige mit eigenem Speicher, dem sogenannten X-RAM, der theoretisch einen Leistungszuwachs bringt, der allerdings in der Praxis eher gering bis nicht vorhanden ausfällt, da die Spielehersteller auf eine Optimierung auf X-RAM verzichten. Beim Verwenden aktueller OpenAL-Libraries ist eine Optimierung auf die Verwendung von X-RAM jedoch nicht mehr erforderlich, da in den neueren Versionen von OpenAL der zusätzliche Speicher der Soundkarte automatisch verwendet wird. Somit kann X-RAM je nach Situation nahezu in jedem OpenAL nutzenden Spiel leichte Vorteile bringen. Das erste Modell, das einen PCI-Express-Slot verwendete, war intern über eine Busbrücke mit einem PCI-Slot angebunden. Eine solche Buskonvertierung erhöht die Gerätelatenz und kann im konkreten Anwendungsfall eine subjektiv wahrnehmbare, verschlechterte Klangqualität der Soundkarte hervorrufen. Auch das X-Fi-Audio Modell wird insoweit kritisiert, dass es keine Soundkarte mit Hardwarebeschleunigung sei, sondern nur eine Variante der SBLive 24Bit, welcher über Treiberfunktionen X-Fi-Features simuliert und somit eine vermeidbare Rechenlast für den Hauptprozessor entsteht.
Im Jahr 2010 veröffentlicht Creative in Zusammenarbeit mit der inzwischen zu ZiiLabs umbenannten Firma 3DLabs den Creative Ziio Tablet-Computer. Der Creative Ziio verfügt über einen resistiven Touchscreen und ist in sieben und in zehn Zoll Größe erhältlich. Das Herzstück des Tablet-Computers ist der ein Gigahertz starke Prozessor ZMS-08, der von ZiiLabs entwickelt wurde. Als Betriebssystem ist Android installiert. Da keine SIM-Karte in das Gerät gesteckt werden kann, ist kein Zugriff auf den Android Market möglich. Für die Installation von Programmen bietet Creative einen eigenen Bezugsort, den sogenannten Ziio-Space, und die Möglichkeit einer Installation über eine microSD-Speicherkarte. Der Zugriff auf andere Bezugsquellen ist ebenfalls möglich, sofern diese keine eingesetzte SIM-Karte, für das Herunterladen von Programmen, voraussetzen. Zur Klangoptimierung verfügt das Ziio über die Creative X-Fi-Technologie. Diese spielt ihre Stärken allerdings erst bei angesteckten, externen Lautsprechern aus.

## Marken/Tochterunternehmen
- Sound Blaster

Die Marke besteht aus Sound Blaster-Soundkarten, Gaming-Headsets und tragbaren Lautsprechern.
- E-mu

Die Firma E-mu Systems ist ein Tochterunternehmen von Creative, die Produkte für die Musikproduktion herstellt. Dazu gehören hochwertige Soundkarten und USB-Audio-Interfaces.
- Cambridge Soundworks

Cambridge Soundworks vertreibt Lautsprechersysteme für Computer und Home Theater.
- 3DLabs

Der Aufkauf durch Creative erfolgte im März 2002. Die Ausgliederung folgte im Jahr 2007.
- ZiiLABS

Nach der Umbenennung von 3DLabs in ZiiLABS erfolgte eine zweite Eingliederung in Creative Technology im Januar 2009.
- Broadxent

Broadxent ist für die Router- und Modemsparte verantwortlich.